# Robert Henry
Robert Vital Eugene Henry (n. 25 martie 1906, Saint-Loup-sur-Semouse – d. 24 octombrie 2001, Saint-Loup-sur-Semouse) a fost un medic alopat, homeopat și  micolog francez, un pionier în studiul genului Cortinarius, fiind considerat pe scară largă drept cel mai mare cunoscător al tuturor timpurilor al acestui gen foarte dificil de diferențiat. Mai departe a figurat și ca poet sub pseudonimul  Guy-Victor Behlan. Abrevierea numelui său în cărți științifice este Rob.Henry.

## Biografie

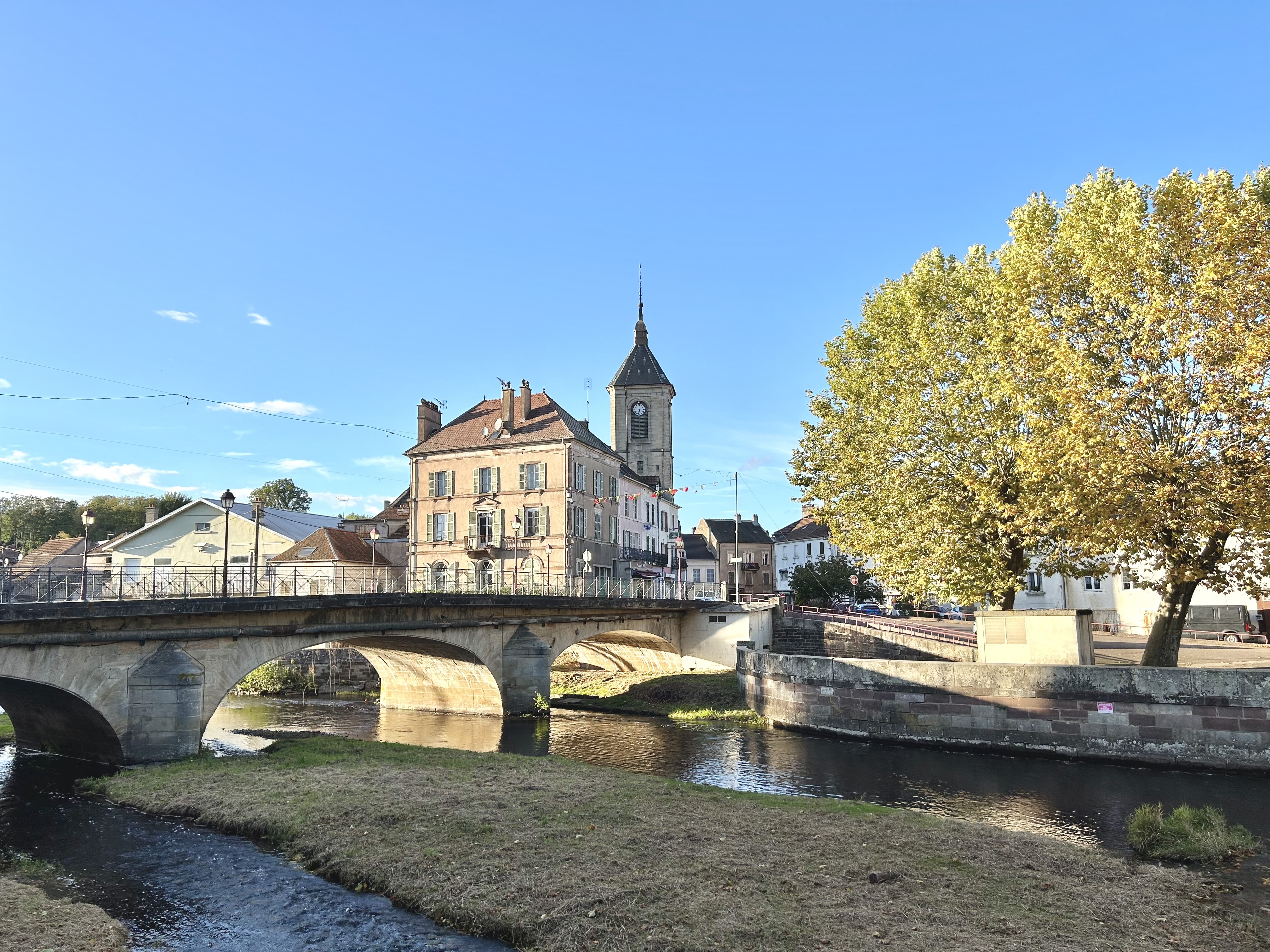
Saint-Loup-sur-Semouse

Tânărul Henry s-a împrietenit deja devreme cu literatul și micologul francez Frédéric Bataille, care l-a introdus atât în micologie cât și în poezie. A urmărit „Școala de Sănătate Militară” (l'Ecole du Service de Santé Militaire) din Lyon-Bron. După bacalaureat s-a înscris la Universitatea Lyon⁠(fr)[traduceți] unde, în 1931, a depus o teză de doctorat pe următorul subiect: (Considerations anciennes et nouvelles sur les intoxications fongiques („Considerații antice și moderne despre otrăvirea fungică”). După Al Doilea Război Mondial și-a deschis un cabinet medical în Vesoul și și-a împărțit timpul între profesie și pasiune.
Pe 6 decembrie 1982, a fondat societatea micologică intradisciplinară SOMVIVA (Société Mycologique Inter-Vallées) în Saint-Chamond, ales președintele ei până la moartea sa, unde a criticat în articole între altele excesele culegătorilor de ciuperci, oferind sfaturi, uneori mergând împotriva credinței populare, pentru a evita riscul de otrăvire afirmând că intoxicarea rezultă din cauza „prostiei și ignoranței umane”. Mai departe, a fost foarte implicat în societatea botanică și micologică din L'Étrat SOBOME (Société Botanique et Mycologique de l’Étrat).
Henri Robert a studiat ciupercile timp de patruzeci de ani. Patru decenii în care acest micolog, a fotografiat, analizat, disecat și documentat ciupercile genului Cortinarius. Pe o rază de 100 de km, între Loira și Haute-Loire, a înregistrat și identificat 2.000 de specii, dar, potrivit lui, au mai fi rămas multe de descoperit. Mai departe, A colaborat intens cu compatrioții săi, micologii Xavier Carteret, André Bidaud, Pierre Moënne-Loccoz și Patrick Reumaux, publicând și o mulțime de articole în lucrările lor, astfel cu Xavier Carteret în 4, cu  Bidaud în 27, cu Moënne-Loccoz în 40 și cu Reumaux în 39 de cazuri.
Acest fervent apărător al micologiei nu a fost amabil cu cărțile introductive care tratează întrebarea comestibilității: „Sunt prost făcute și insuficiente pentru a identifica o ciupercă pentru că recunoașterea unei ciuperci nu este ușoară și este nevoie de mult timp și putem întâlni specii noi care nu au fost niciodată descrise. Singur un micolog sau o persoană bine instruită poate recunoaște comestibilitatea sau nu a unei ciuperci”.
În 1991, Henry s-a retras ca medic, dar s-a preocupat mai departe intens cu micologia până ce a decedat în casa lui paternală pe 24 octombrie 2001 la vârsta înaltă de 95 ani.
Până în prezent, el este încă singurul micolog care și-a dedicat întreaga viață studiului complet al genului Cortinarius. Opera lui Henry este risipitoare , fiind colosală și multiplă.  Munca lui, bazată pe observație exactă și obstinație (care este ceea ce a fost nevoie pentru a fi pionier în studiul Cortinariaceae-lor) a avut detractori. Fără îndoială, ei nu aveau această încăpățânare și acest grad de simpatie pentru acest gen considerat greu de înțeles, substanța operei acestui mare micolog. De-a lungul vieții sale, Dr. Henry a publicat peste trei mii de pagini și câteva sute de specii noi în diverse reviste științifice. El rămâne incontestabil cel mai mare „cortinariolog” al tuturor timpurilor și și-a răspândit pasiunea pentru acești bureți la discipoli. El este, de asemenea, la originea înființării „Zilelor europene ale „Cortinarilor”, care se bucură de un succes din ce în ce mai mare. Îi sunt dedicate mai multe specii.
Referințe pentru biografie: 

## Specii denumite în onoarea lui Henry
- Cortinarius henricii Reumaux [ca 'henrici'], 1980 (Cortinariaceae)
- Cortinarius henryi Ramain, 1995 (Cortinariaceae)
- Cortinarius robertii Moënne-Locc. & Reumaux, 1988 (Cortinariaceae)

## Specii descrise de Henry (selecție)
Doar lista cu cifra A este aici completă. Restul se poate verifica sub:.
| - Cortinarius abditus Rob.Henry (1993) - Cortinarius aberrans Rob.Henry (1952) - Cortinarius amphibalaustius Rob.Henry (1983) - Cortinarius allutus var. luteus Rob.Henry (1939 și 1988) - Cortinarius aciegemmascens Rob.Henry (1991) - Cortinarius aciserratus Rob.Henry (1988) - Cortinarius allutus var. rufescens Rob.Henry (1939) - Cortinarius anthracinus f. mutans Rob.Henry (1984) - Cortinarius acutibulbus Chevassut & Rob. Henry (1982) - Cortinarius acutispissipes Rob.Henry (1981) - Cortinarius acutoaltus Chevassut & Rob.Henry (1982) - Cortinarius acutomammosus Rob.Henry (1988) - Cortinarius acutorumob.Henry (1988) - Cortinarius acutovelatus Rob.Henry (1988) - Cortinarius addamascenus Rob.Henry (1983) - Cortinarius adfocalis Rob.Henry (1989) - Cortinarius adobtusus Rob.Henry (1968) - Cortinarius adustorimosus Rob.Henry (1988) - Cortinarius aequalipes Rob.Henry (1988) - Cortinarius aequatus Rob.Henry (1952) - Cortinarius aereus Rob.Henry (1952) - Cortinarius albofimbriatus Rob.Henry (1940) - Cortinarius albofulminescens Rob.Henry (1992) - Cortinarius albomaculatus Rob.Henry (1988) - Cortinarius aleuriodor Rob.Henry (1981) - Cortinarius aleuriolens Chevassut & Rob.Henry (1982) - Cortinarius allutoides Rob.Henry (1986) - Cortinarius altomellitus Rob.Henry (1985) - Cortinarius alutaceo-olivascens Rob. Henry (1959) | - Cortinarius alutaceopallens (Rob.Henry) Bidaud (2009) - Cortinarius amanitopsidoides Rob.Henry (1995) - Cortinarius ambiens Rob.Henry (1956) - Cortinarius amoenolens (Rob.Henry) P.D.Orton (1960) - Cortinarius anserinus (Velen.) Rob.Henry (1986) - Cortinarius apomorphus Rob.Henry (1989) - Cortinarius aptecohaerens Rob.Henry (1983) - Cortinarius arcifolius Rob.Henry (1936) - Cortinarius arcuatorum Rob.Henry (1939) - Cortinarius aremoricus Rob.Henry (1985) - Cortinarius argenteocrinitus Rob.Henry (1984) - Cortinarius argentostriaepes Chevassut & Rob.Henry (1982) - Cortinarius argillaceoincarnatus Rob.Henry (1956) - Cortinarius argutiformis Rob.Henry (1961) - Cortinarius argyrophilus Rob.Henry (1952) - Cortinarius armeniacellus Rob. Henry (1988) - Cortinarius armillariellus Rob.Henry (1940) - Cortinarius armillariopsis Rob.Henry (1970) - Cortinarius auratior Rob.Henry (1989) - Cortinarius aureobtusus Rob.Henry (2003) - Cortinarius avellanofulvus Rob.Henry (1968) - Cortinarius azureocaninus Rob.Henry (1989) - Cortinarius azureopallens Rob.Henry (1992) - Cortinarius balteatocumatilis (Rob.Henry) P.D.Orton (1960) - Cortinarius camphoratus subsp. lutescens Rob.Henry (1981) - Cortinarius caninus var. inflatus Rob.Henry (1988) - Cortinarius caninus var. breviatus și încă 17 variații Rob.Henry (1993) - Cortinarius cinnamomeobadius Rob.Henry (1939) - Cortinarius cinnamomeus f. badius (Rob.Henry) Nespiak (1975) - Cortinarius cinnamomeobadius var. meridionalis Rob.Henry & Contu (1987) - Cortinarius cinnamomeolutescens var. meridionalis (Rob.Henry & Contu) (1999) - Cortinarius claricolor var. pertinens (Britzelm.) Rob.Henry (1945) - Cortinarius claricolor var. foetenticolor Rob.Henry (1989) - Cortinarius claricolor var. larouei Rob.Henry (1989) - Cortinarius claricolor var. caperatus Rob.Henry (1958) - Cortinarius claricolor var. subclaricor Rob.Henry (1958) - Cortinarius crassus f. balteatoalbus Rob.Henry (1984) - Cortinarius codonius Rob.Henry (1968) - Cortinarius coerulescentium Rob.Henry (1952) - Cortinarius crassus f. agathosmus Rob.Henry (1988) | - Cortinarius croceus var. meridionalis (Rob. Henry & Contu) A.Ortega (1995) - Cortinarius croceus var. iodolens Rob.Henry (1959) - Cortinarius nemorosus var. bresadolae M.M.Moser, Bon & Gaugé (1975) - Cortinarius dibaphus var. nemorosus (Rob. Henry) Rob.Henry (1986) - Cortinarius dibaphus subsp. grevilleae Rob. Henry (1991) - Cortinarius dibaphus var. grevilleae (Rob. Henry) Blanco-Dios (2018) - Cortinarius dionysae Rob.Henry (1933) - Cortinarius eburneus (Velen.) Rob.Henry (1958) - Cortinarius elegantissimus Rob.Henry (1943) - Cortinarius fulvoochrascens Rob.Henry (1943) - Cortinarius hinnuleus var. radicatus Rob.Henry [ca 'radicata'] (1941) - Cortinarius hinnuleus var. furfuraceus Rob.Henry (1953) - Cortinarius hinnuleus var. griseascens Rob.Henry (1953) - Cortinarius hinnuleus var. luteolus Rob.Henry (1953) - Cortinarius hinnuleus var. robustus Rob.Henry (1953) - Cortinarius hinnuleus var. subulatus Rob.Henry (1969) - Cortinarius insolitus Rob.Henry (1981) - Cortinarius nemorosus Rob.Henry (1936) - Cortinarius odorifer var. suborichalceus Rob.Henry (1986) - Cortinarius odorifer var. immarginatocoloratus Rob.Henry (1989) - Cortinarius odorifer var. lutescens Rob.Henry (1989) - Cortinarius olearioides Rob.Henry (1987) - Cortinarius orellanoides Rob.Henry (1937) - Cortinarius poecilopus Rob.Henry (1956) - Cortinarius privignoides Rob.Henry (1985) - Cortinarius pseudovulpinus Rob.Henry & Ramm (1989) - Cortinarius quietus Rob.Henry (1977) - Cortinarius russeus Rob.Henry (1986) - Cortinarius safranopes Rob.Henry (1938) - Cortinarius sericatus (Ramain) Rob.Henry (1989) - Cortinarius sodagnitus Rob.Henry (1935) - Cortinarius splendens Rob.Henry (1939) - Cortinarius subamethysteus Rob.Henry (2000) - Cortinarius subbalaustinus Rob.Henry (1991) - Cortinarius tomentosus Rob.Henry (1985) - Cortinarius pseudovenetus Rob.Henry (1961) |

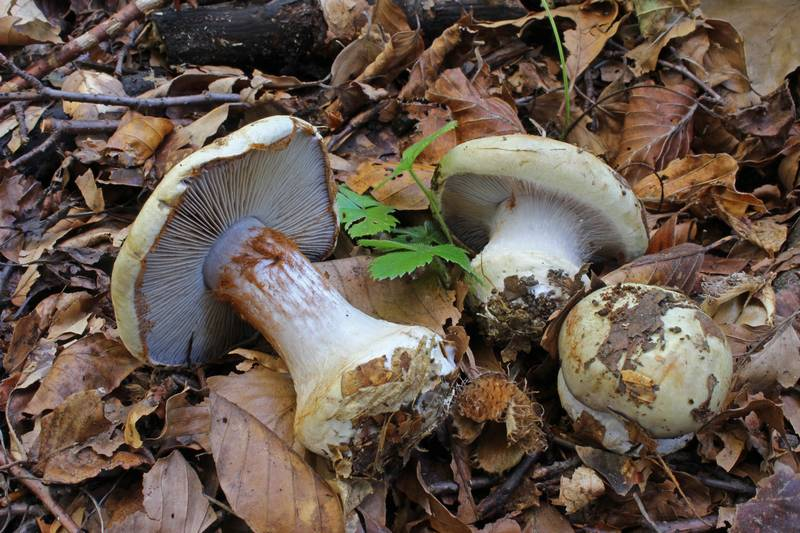
Cortinarius anserinus
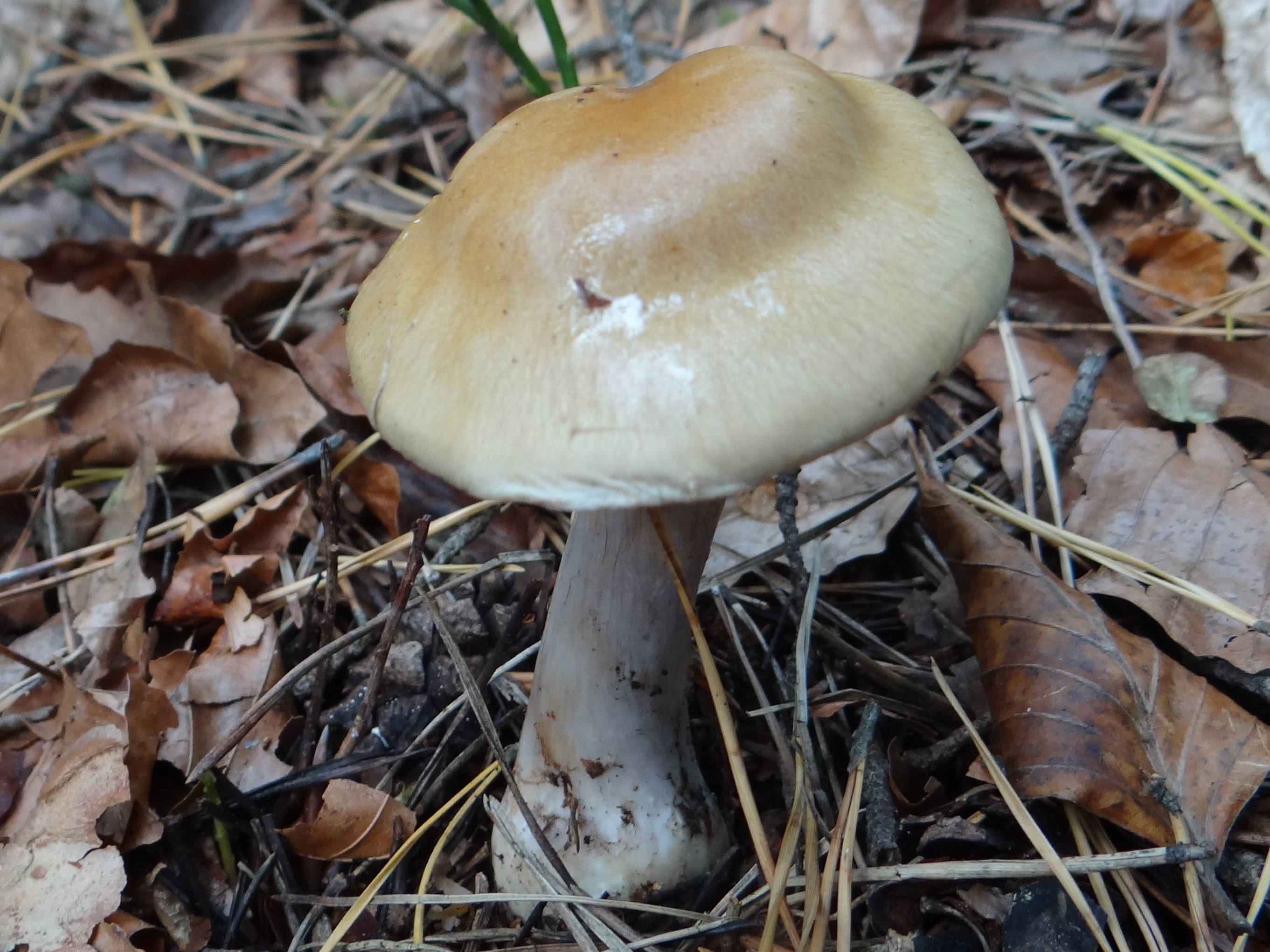
Cortinarius amoenolens
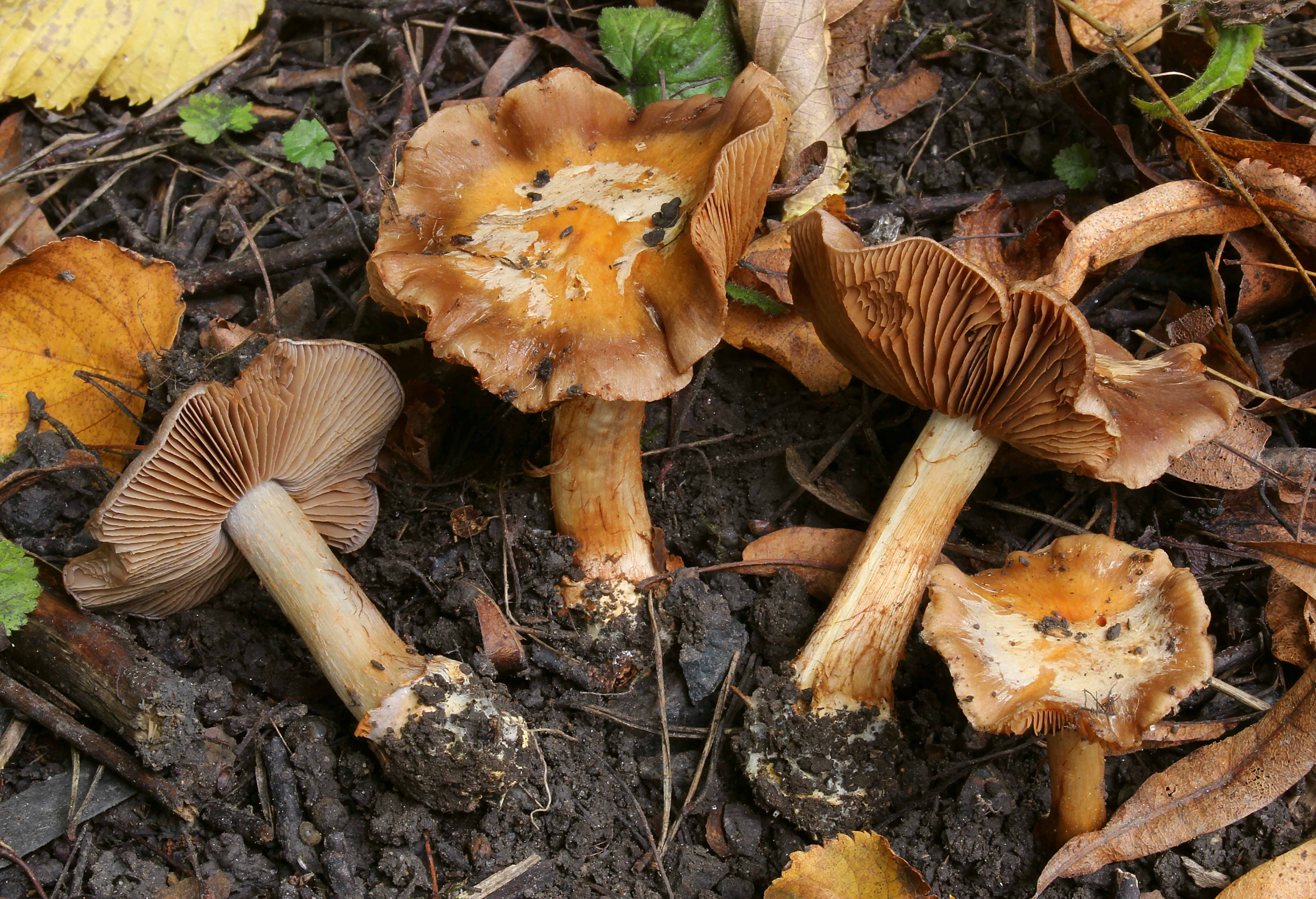
Cortinarius arcifolius
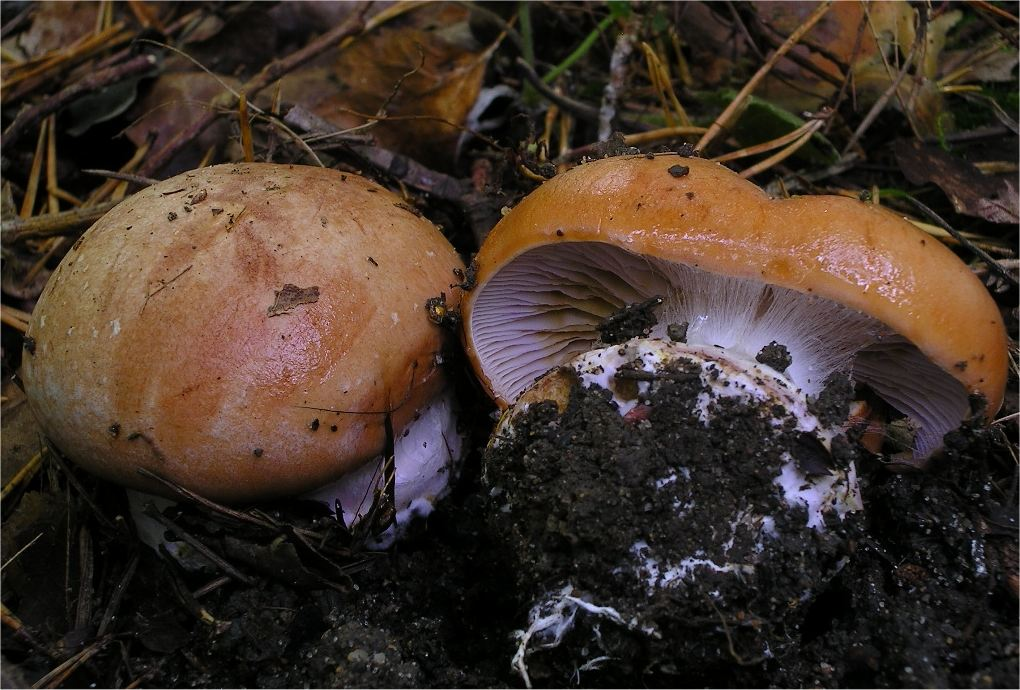
Cortinarius arcuatorum
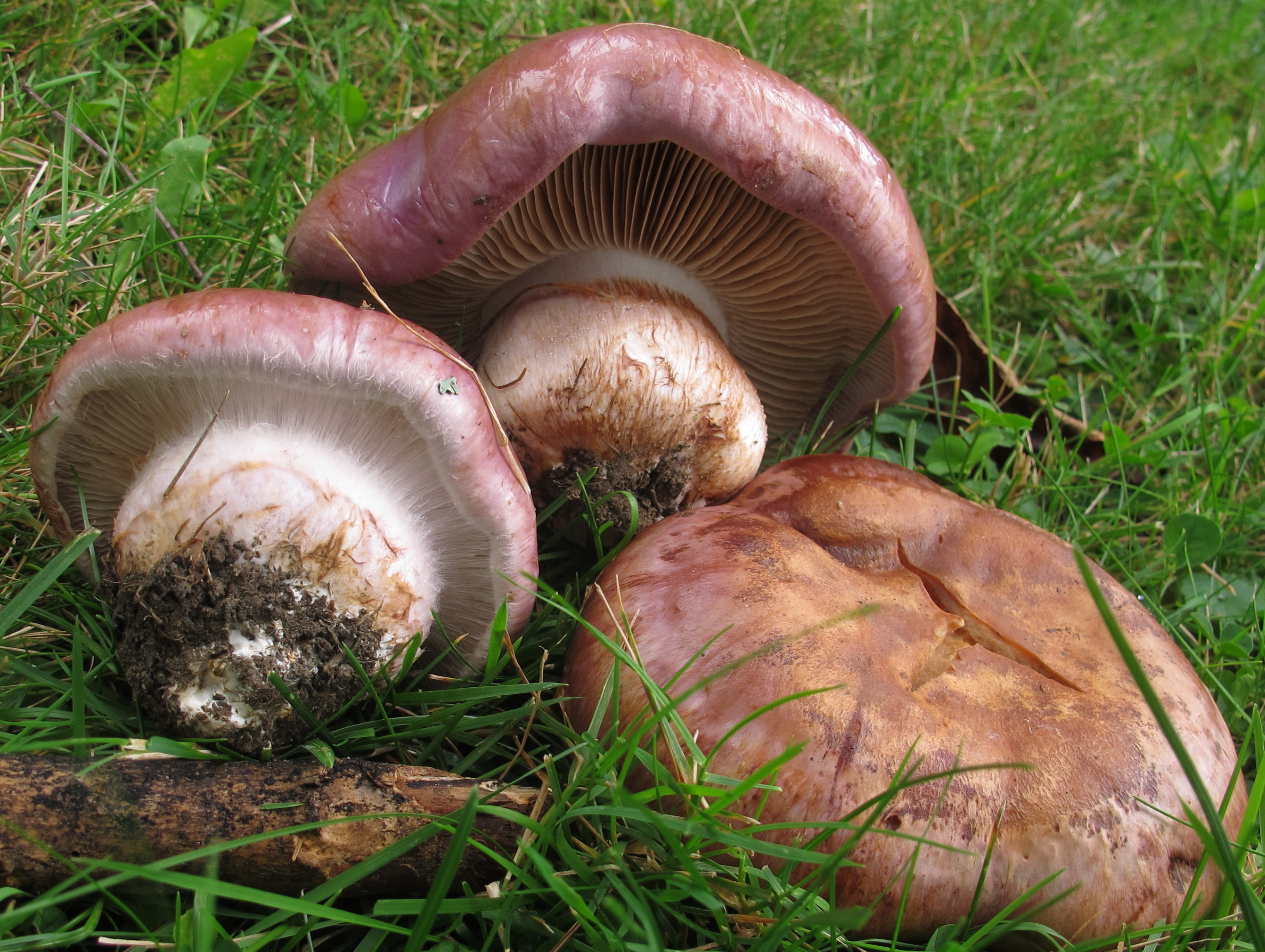
Cortinarius balteatocumatilis

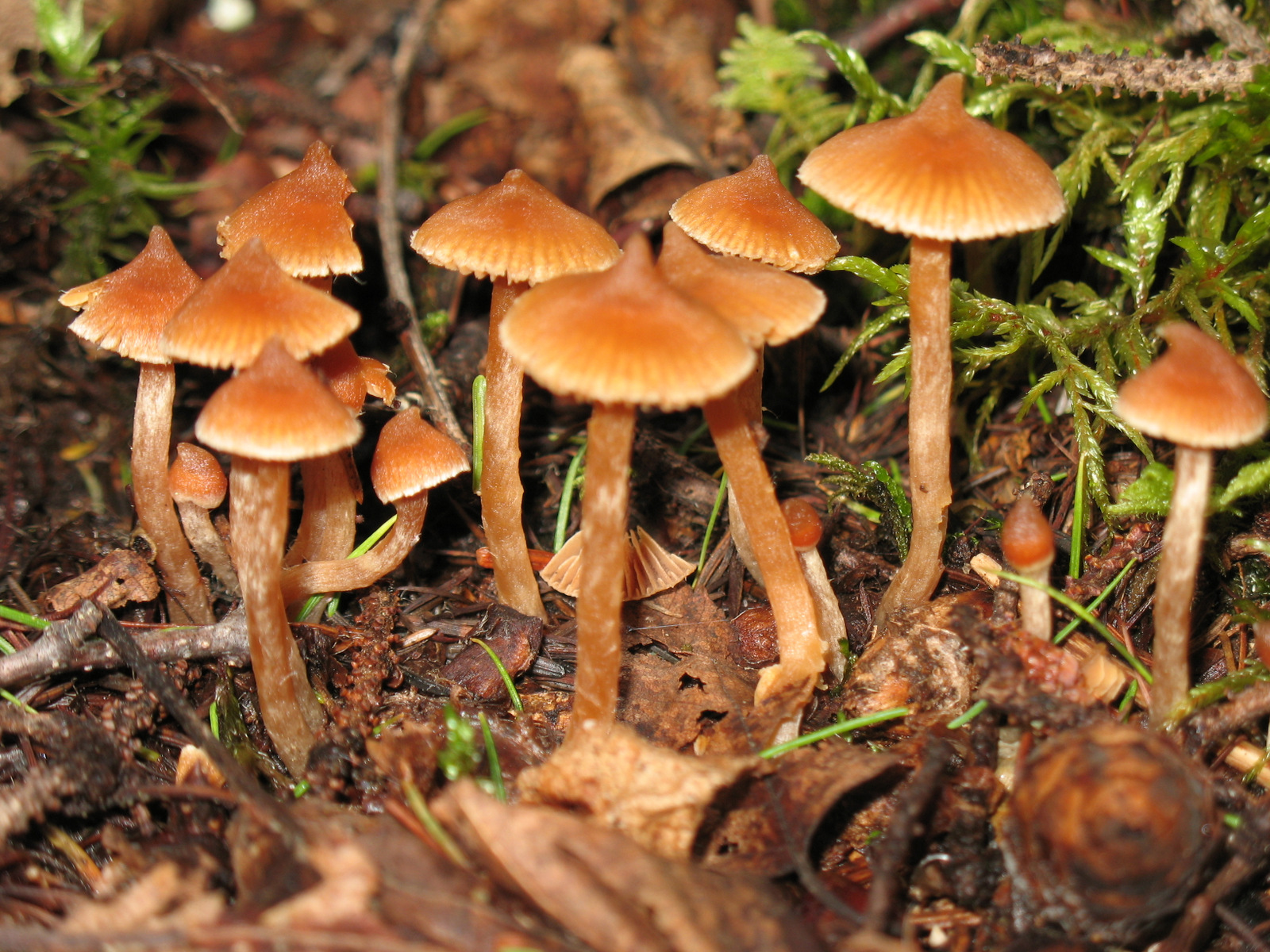
Cortinarius codonius
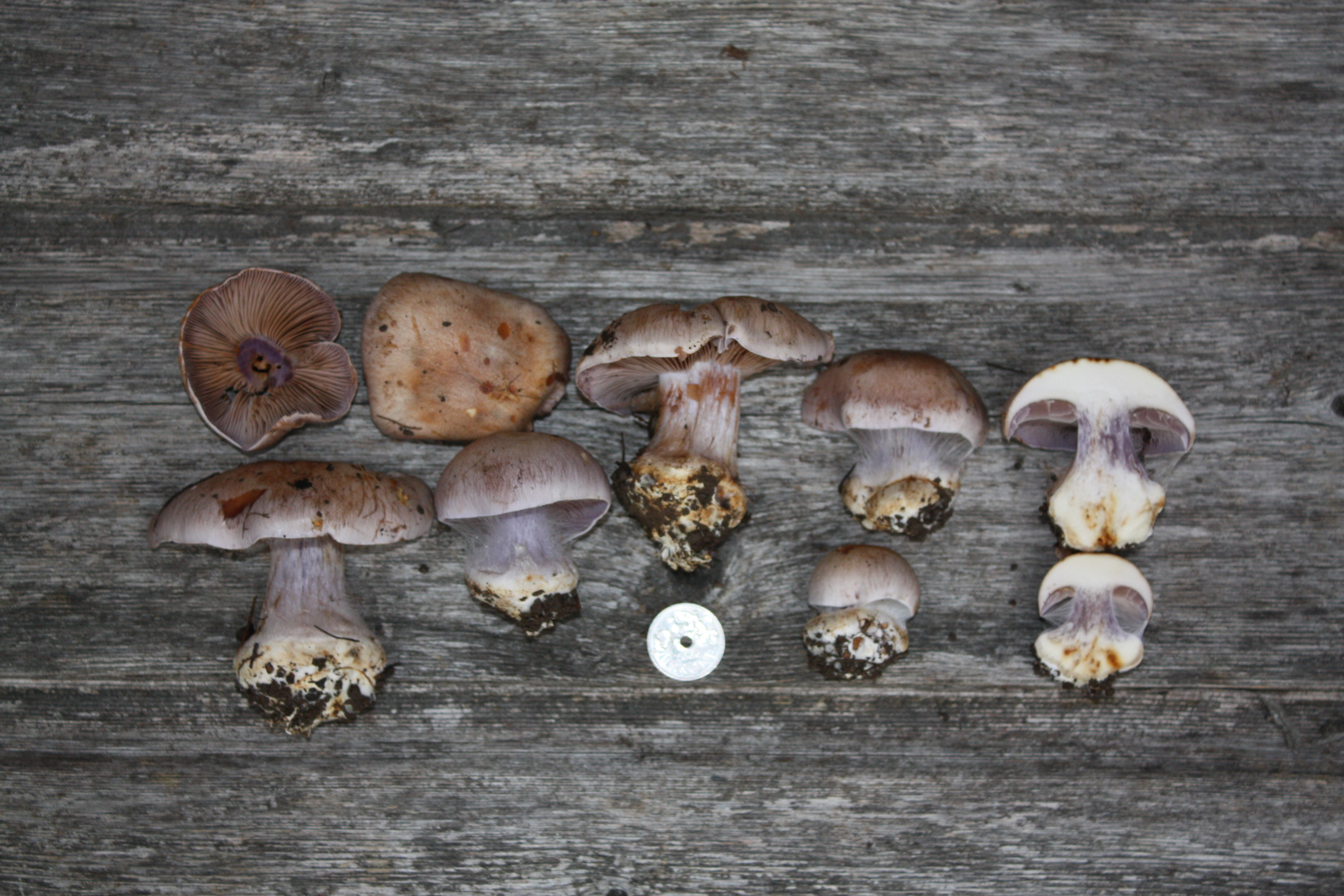
Cortinarius coerulescentium
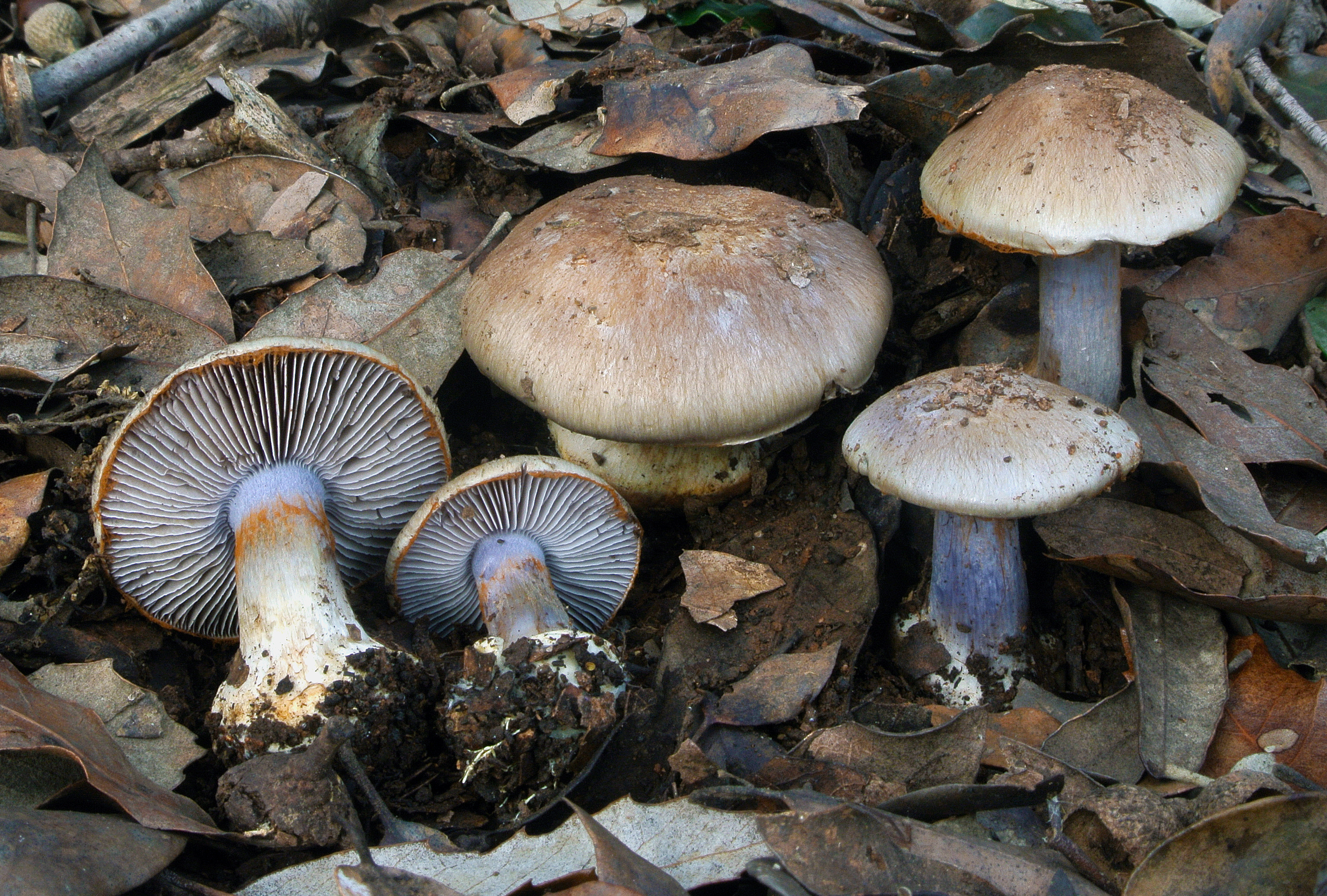
Cortinarius dionysae Rob. Henry 489261
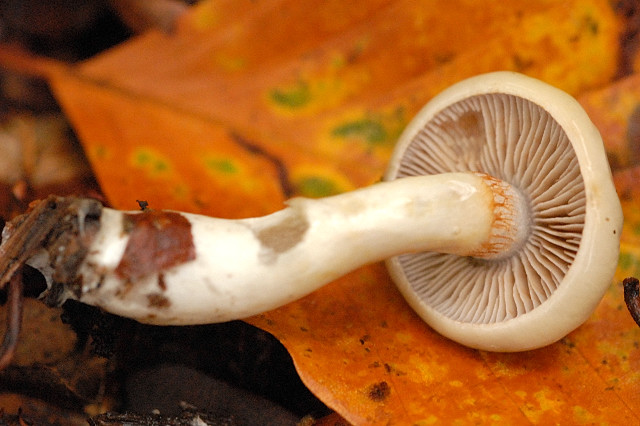
Cortinarius.eburneus
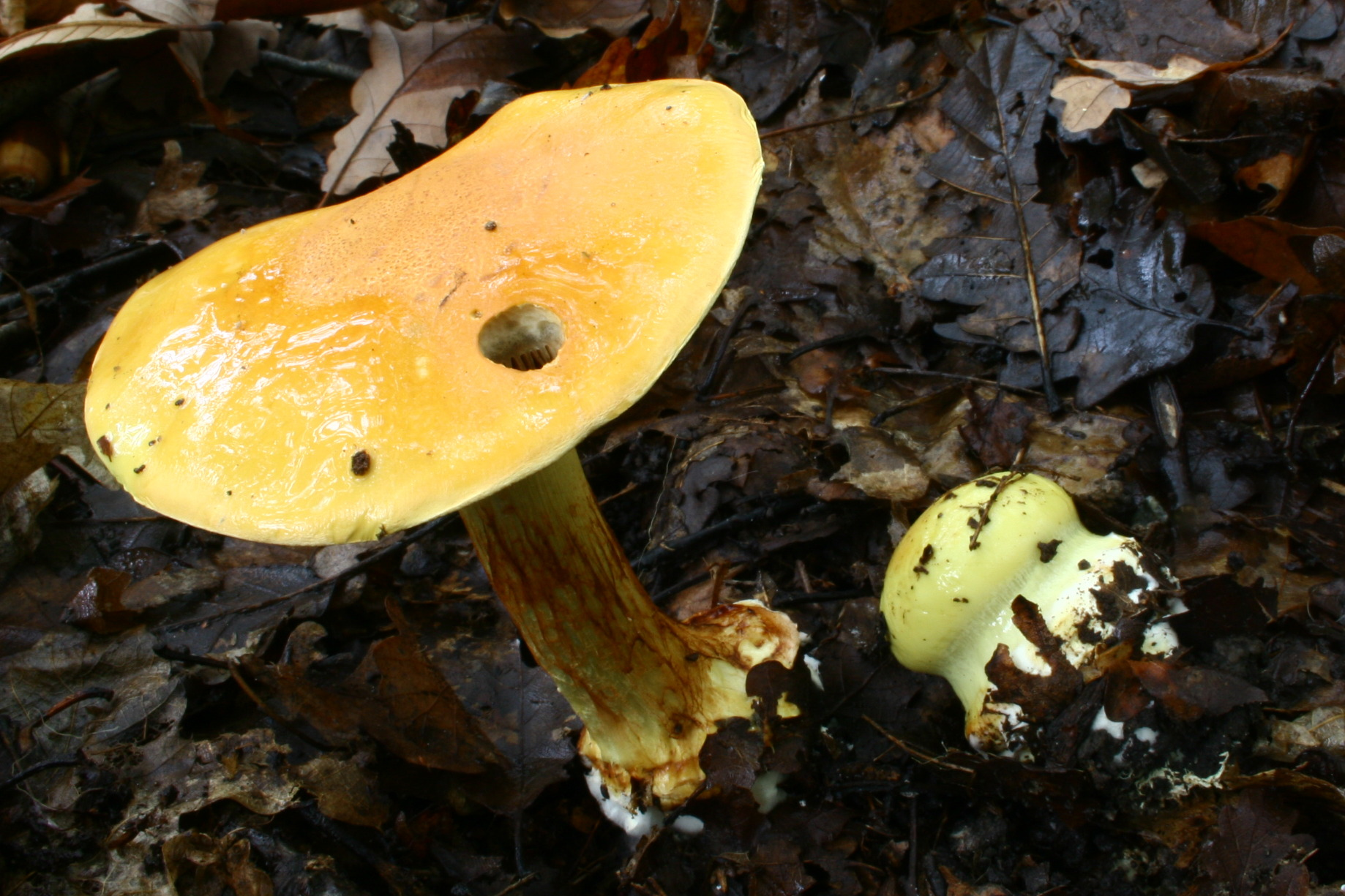
Cortinarius elegantissimus

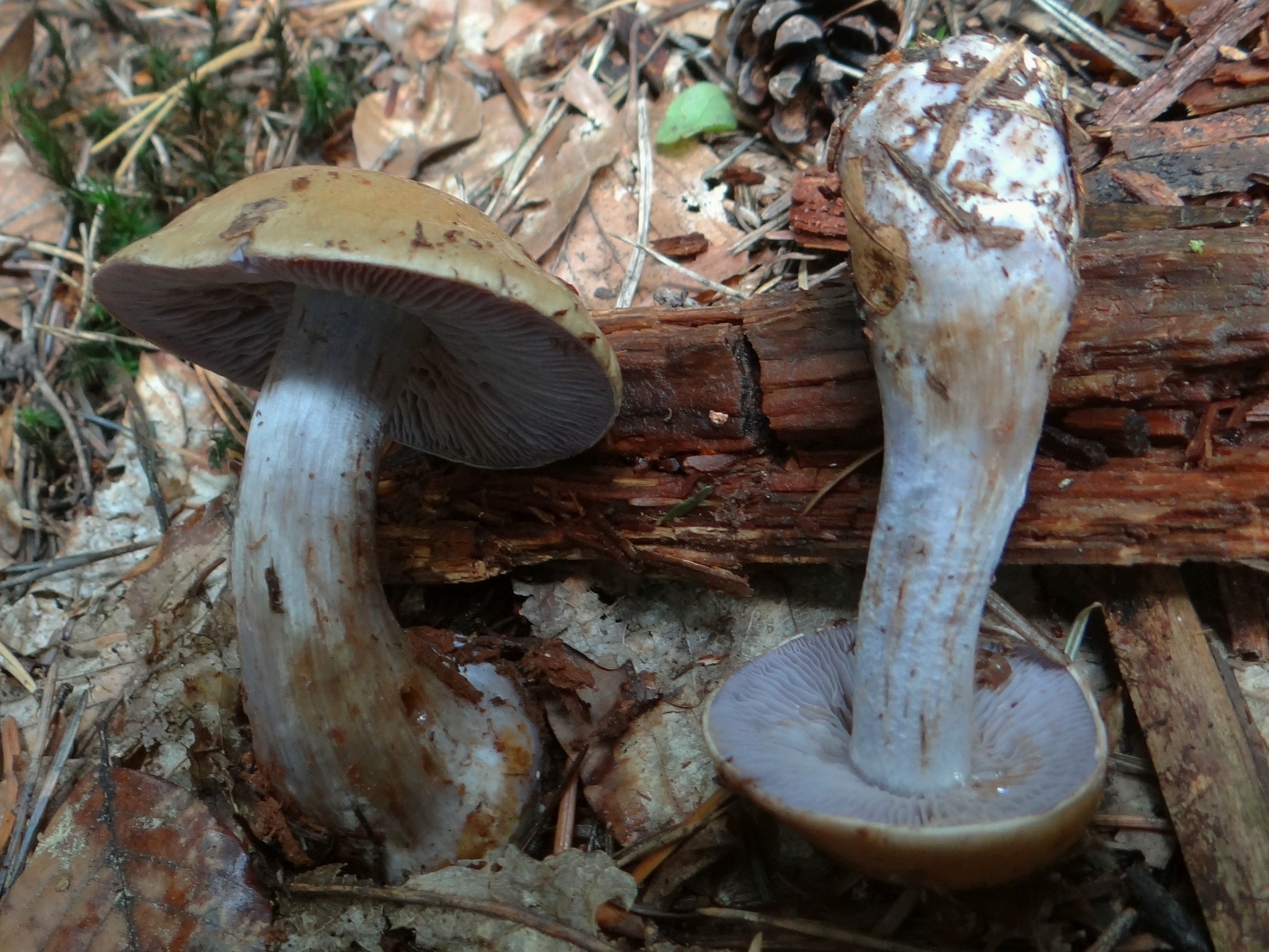
Cortinarius fulvo-ochrascens
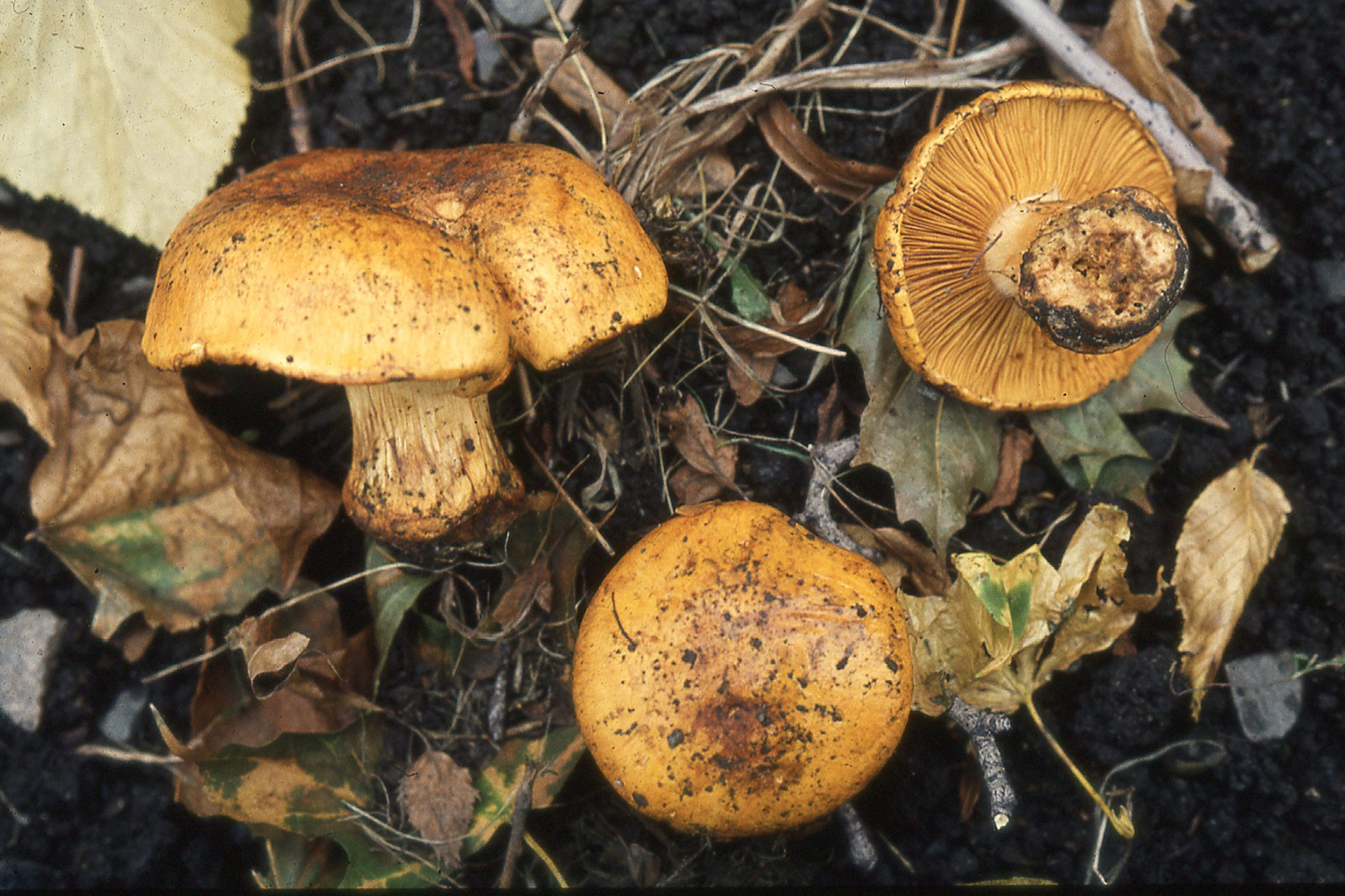
Cortinarius olearioides
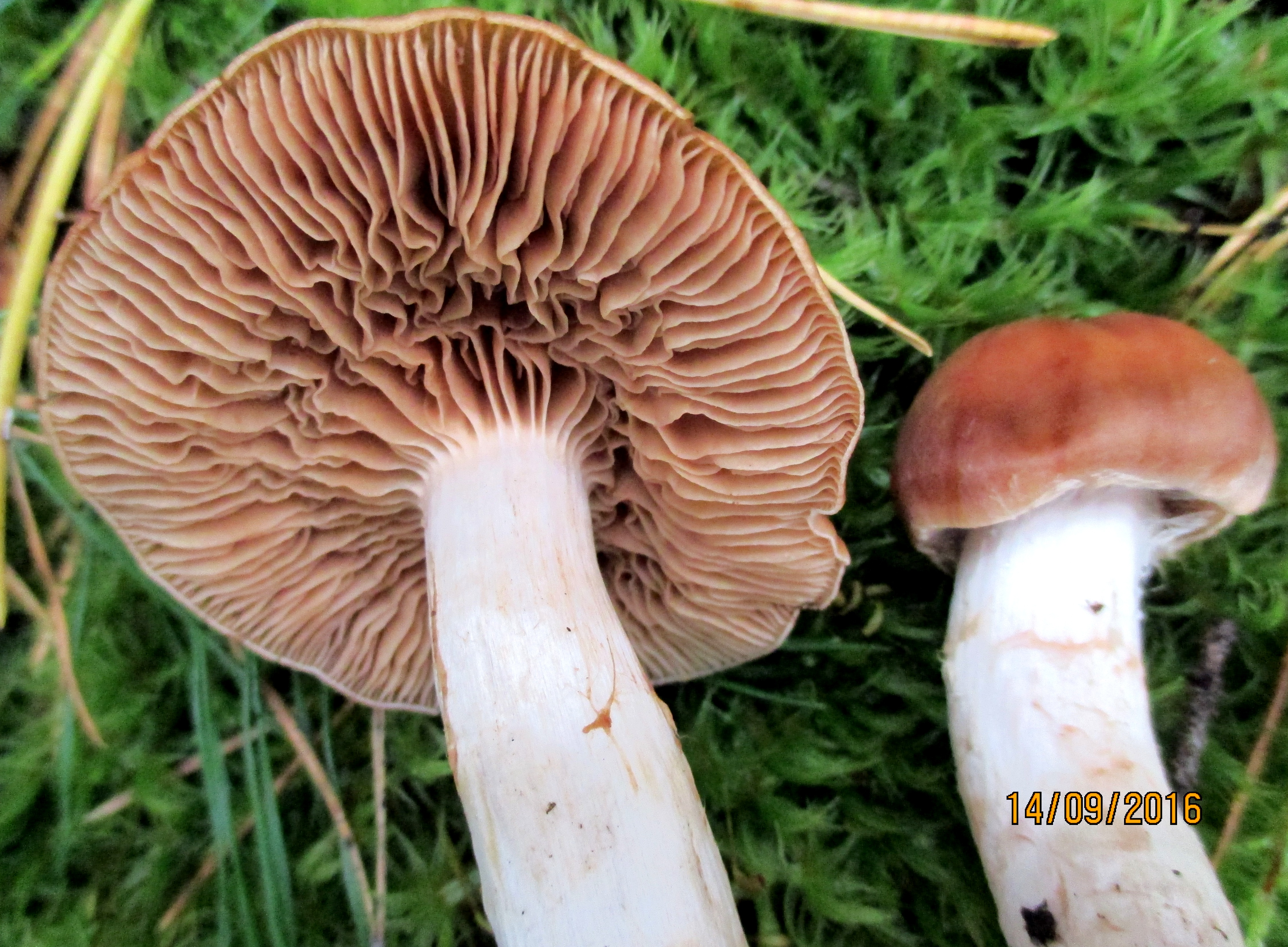
Cortinarius poecilopus
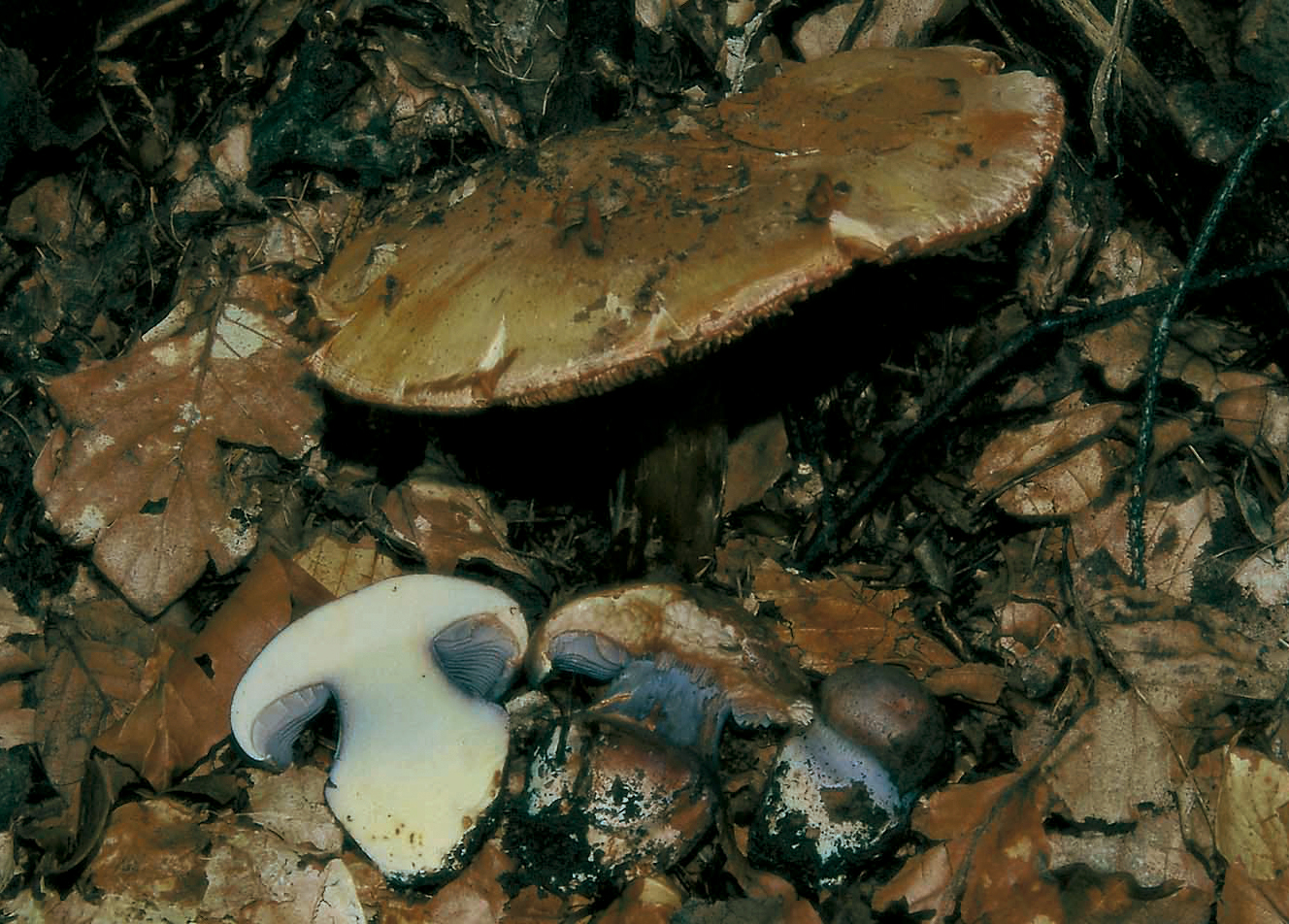
Cortinarius prasinocyaneus
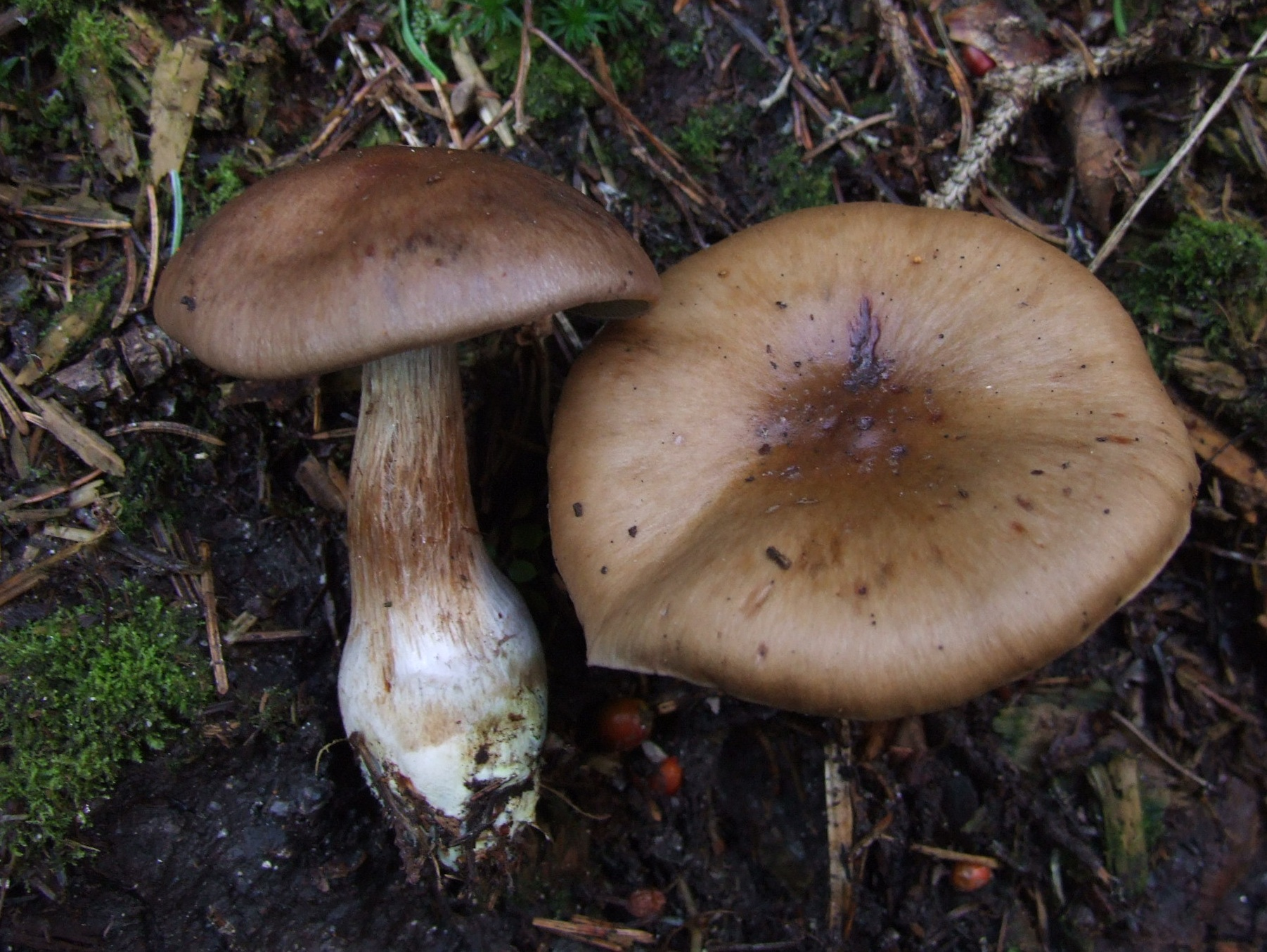
Cortinarius privignoides

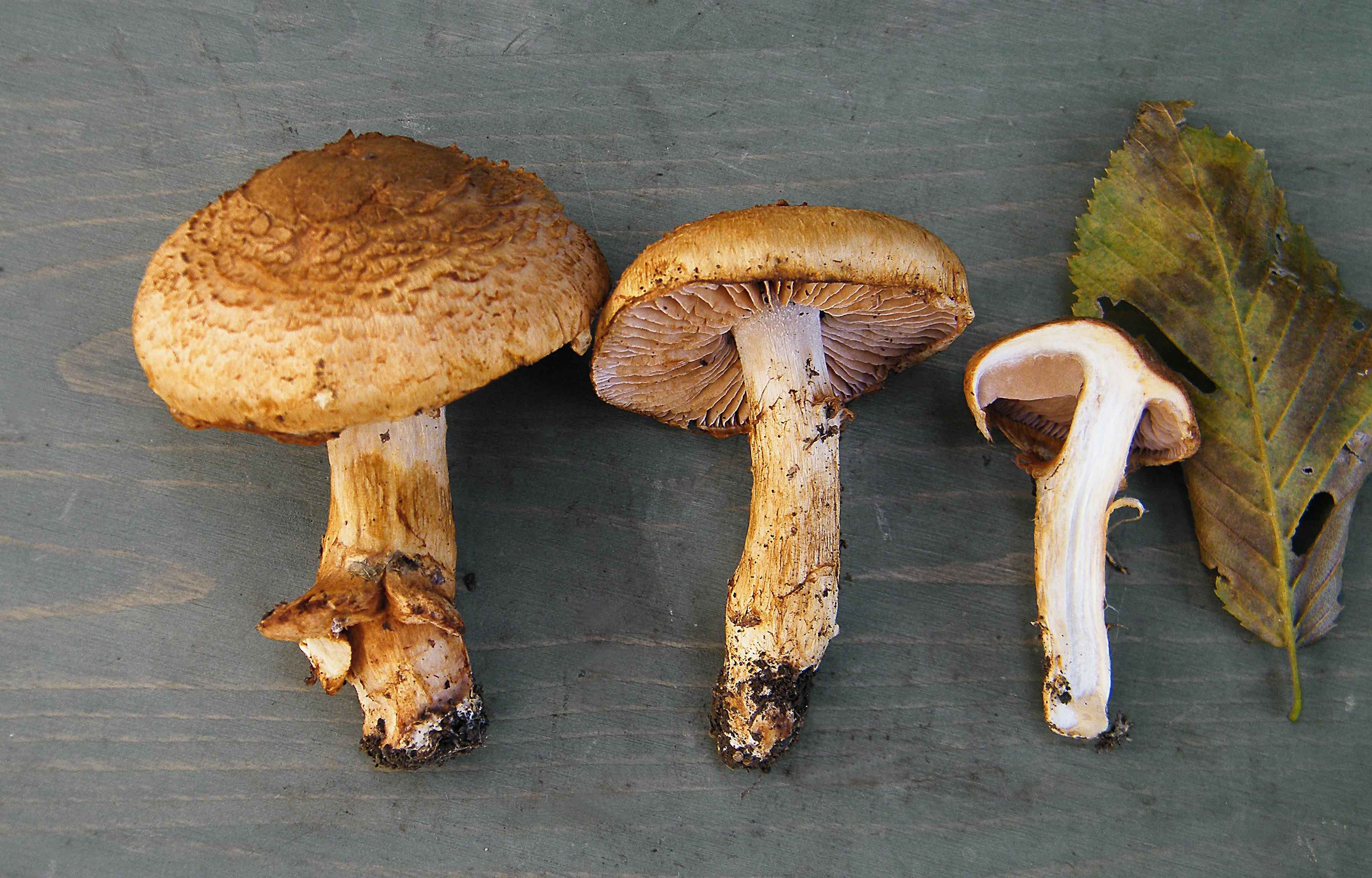
Cortinarius pseudovulpinus
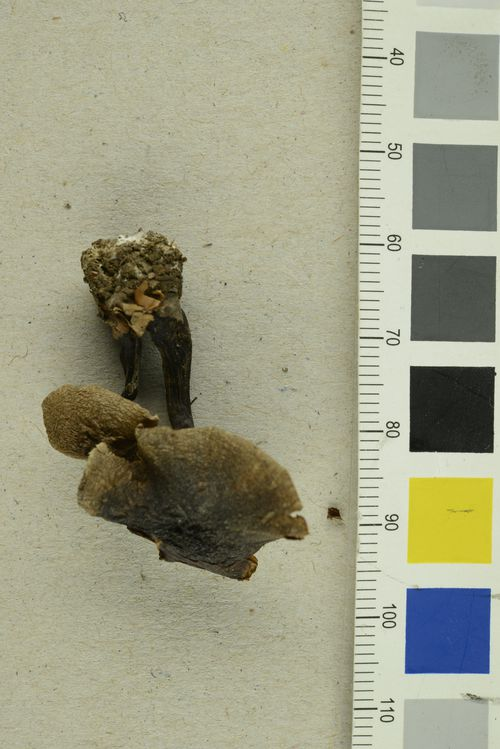
Cortinarius safranopes
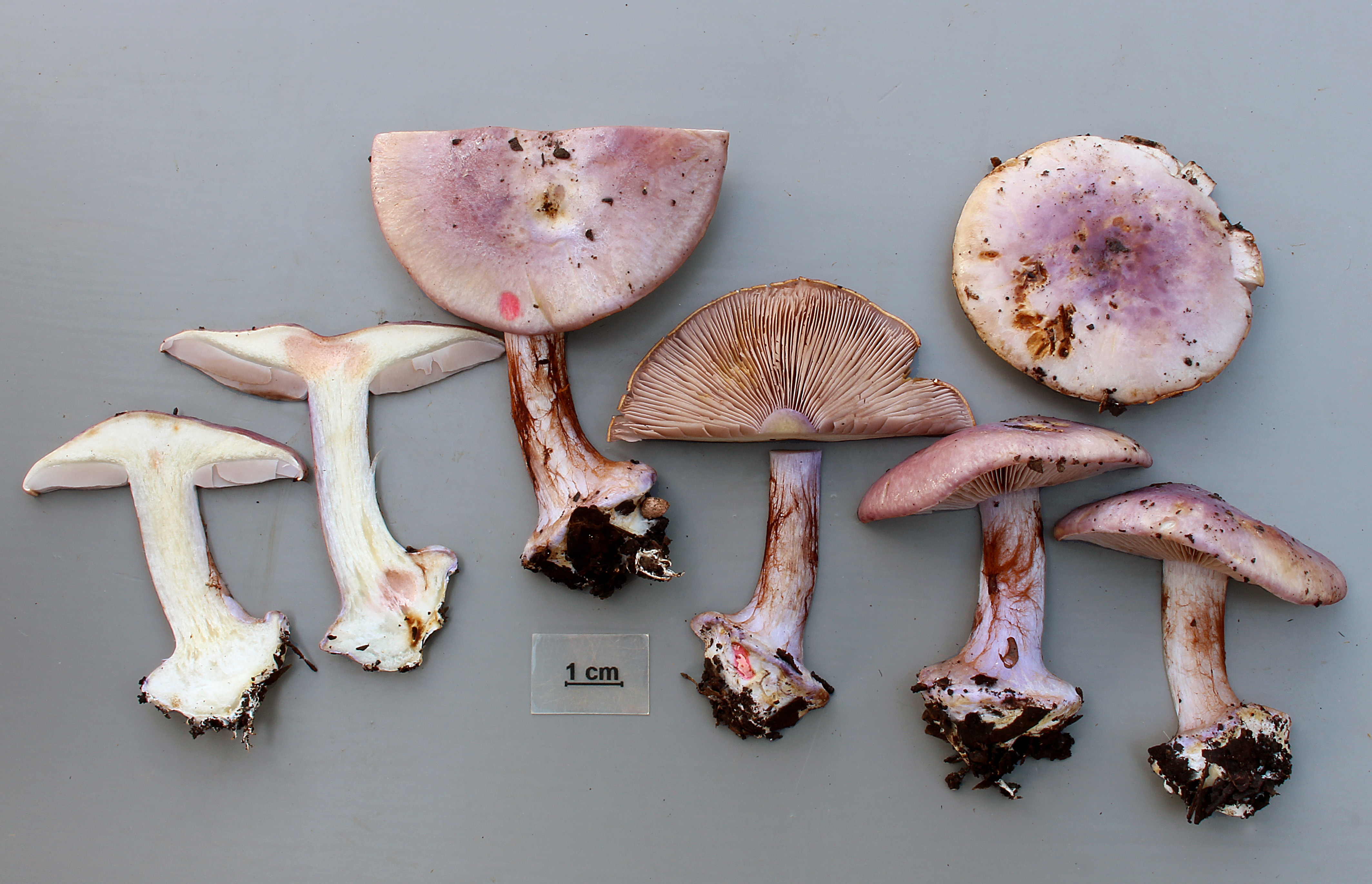
Cortinarius sodagnitus
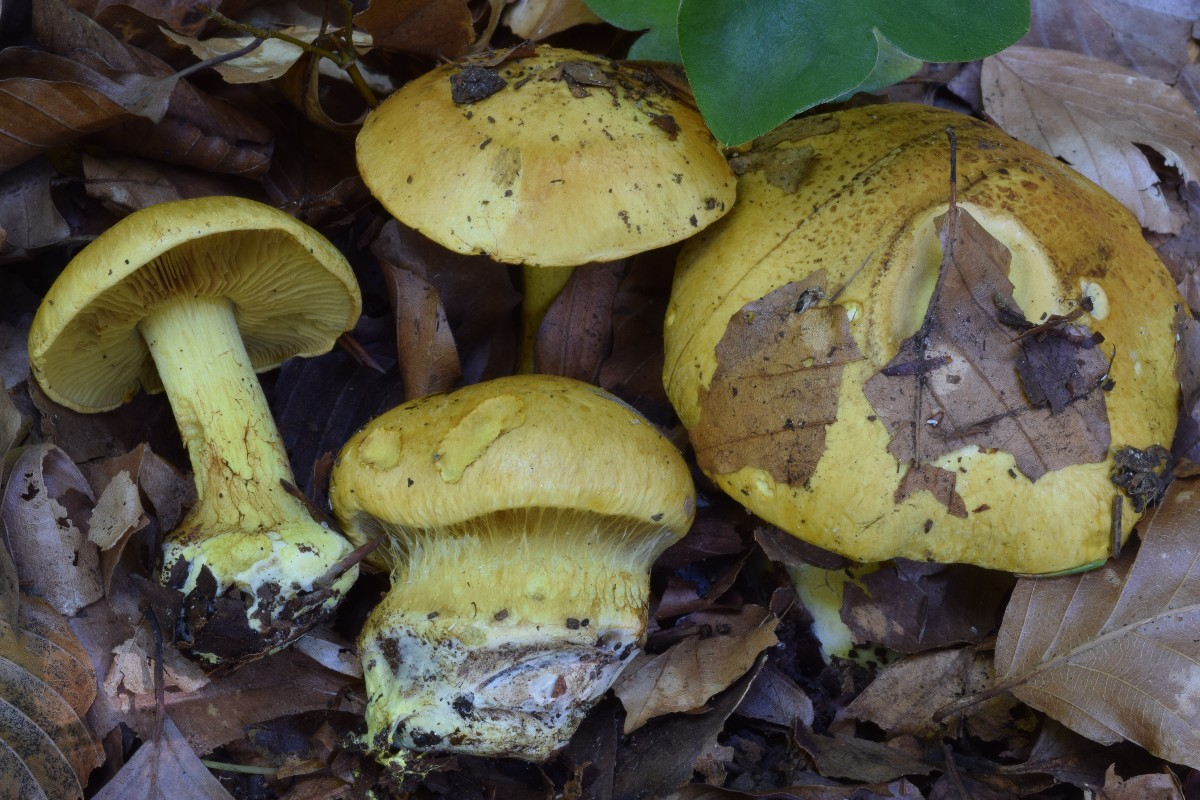
Cortinarius splendens
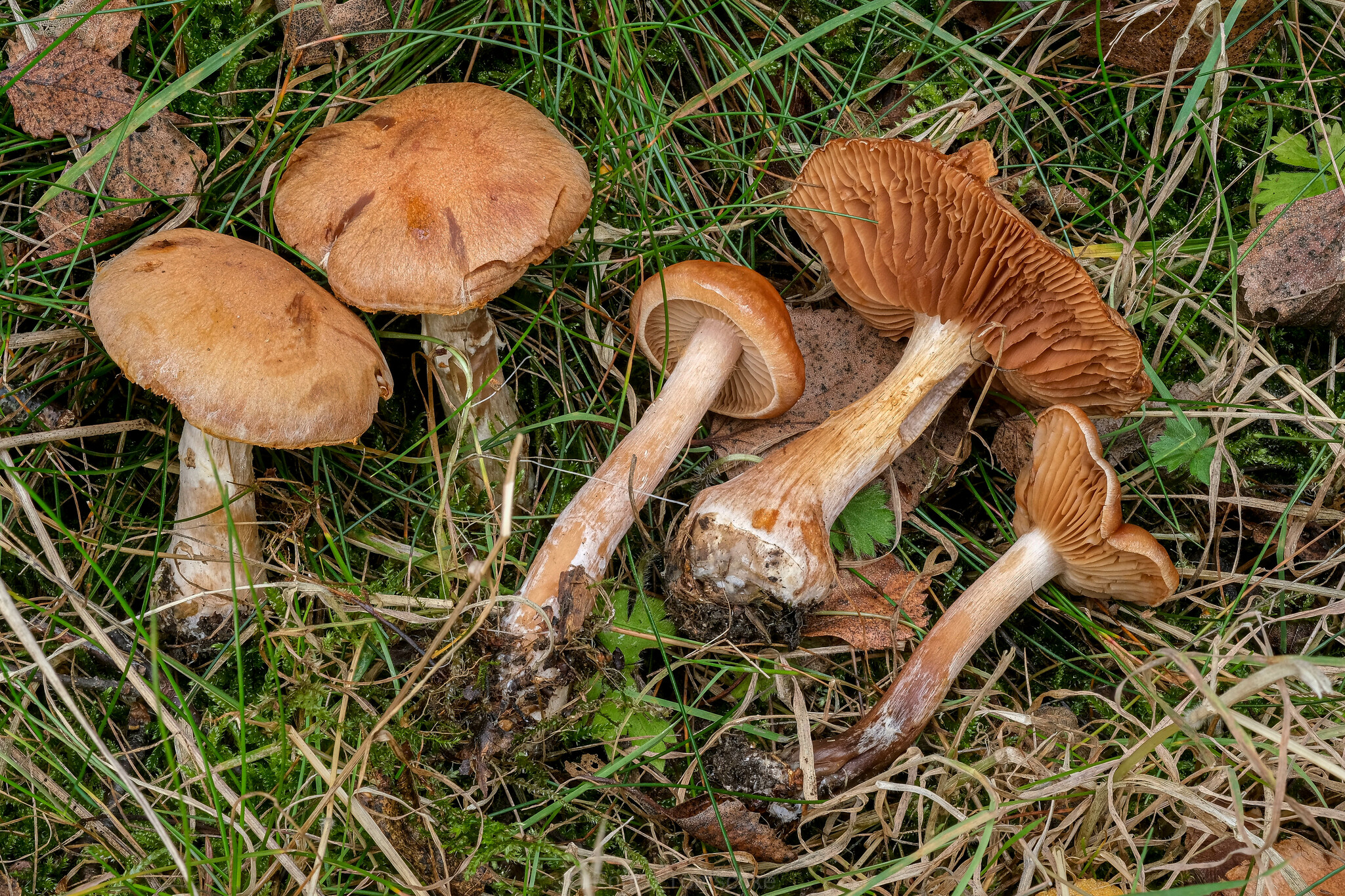
Cortinarius subbalaustinus

## Publicații (selecție)
- Robert Henry: „Considerations anciennes et nouvelles sur les intoxications fongiques: les syndromes phalloidïens, les syndromes "muscarien" et "muscarinien", les autres syndromes observés, avec quelques chapitres généraux concernant le diagnostic, le pronostic, le traitement et la prophylaxie des intoxications”, teza de doctorat, Editura J. Péquignot, Besançon 1931
- Robert Henry: „Un Cortinaire rare: Cortinarius (Dermocybe) Queletii F. B. (= Cortinarius uliginosus), în: „Publications de la Société Linnéenne de Lyon”, nr. 1-7  Lyon 1932, p. 100-104
- Robert Henry: „Étude de quelques cortinaires du groupe des Scauri: Deux espèces nouvelles”, Editura Maurice Declume, Lons-le-Saunier 1935
- Robert Henry: „Étude de quelques cortinaires 2e fascicule”, Editura necunoscută, Paris 1935
- Robert Henry: „Étude de quelques cortinaires 3e et 4e fascicules”, Editura necunoscută, Paris 1935
- Robert Henry: „Deux cortinaires très rares : C. rubricosus Fr. ss. Fr., C. craticius Fr.”, în: „Publications de la Société Linnéenne de Lyon”, nr. 1-7  Lyon 1978, vol. 67, nr. 4, p. 171-173
- Robert Henry: „Imprimé Cortinaires rare, nouveaux ou intéressants”, în: „Bulletin trimestriel de la Société mycologique de France”, 1993, vol. 109, nr. 1, 1993, p. 1-25
- Robert Henry: „Imprimé Cortinaires rare, nouveaux ou intéressants”, în: „Documents mycologiques”, iunie 1995, vol. 25, nr. 97, p. 41-60

Henry a colaborat de 205 ori cu alți micologi, adăugând articole în cărțile lor. Cea mai prestigioasă operă este în această legătură „Atlas des cortinaires” în nouă volume:
- Patrick Reumaux în colaborare cu Robert Henry: „Atlas des cortinaires”, partea I, Editura Fédération mycologique Dauphiné-Savoie, Marlioz 1990
- Pierre Moënne-Loccoz, texte scientifique de Patrick Reumaux, avec la collaboration du Dr Robert Henry: „Atlas des cortinaires”, partea Pars II, Editura Fédération mycologique Dauphiné-Savoie, Marlioz 1990
- Pierre Moënne-Loccoz ; texte scientifique de Patrick Reumaux, avec la collaboration du Dr Robert Henry et de André Bidaud: „Atlas des cortinaires, partea III, „Les tueurs (Cortinarius, sous-genre Cortinarius, section Leprocybe, sous-section Orellani) / iconographie”, Editura Fédération mycologique Dauphiné-Savoie, Marlioz 1991
- A. Bidaud, P. Moe͏̈nne-Loccoz, texte scientifique de Patrick Reumaux, avec la collab. du Dr Robert Henry: „ Atlas des cortinaires”, partea V, Editura Fédération mycologique Dauphiné-Savoie, Marlioz 1993
- A. Bidaud, P. Moe͏̈nne-Loccoz, P. Reumaux ; avec la collaboration du Dr R. Henry: „Atlas des cortinaires”, partea VI, Editura Fédération mycologique Dauphiné-Savoie, Marlioz 1994
- A. Bidaud, P. Möenne-Loccoz, P. Reumaux, avec la collaboration du Dr Henry: „Atlas des cortinaires”, partea VII, Editura Fédération mycologique Dauphiné-Savoie, Marlioz 1995
- A. Bidaud, P. Moe͏̈nne-Loccoz, P. Reumaux, avec la collaboration du Dr R. Henry: „Atlas des cortinaires Pars VIII, Editura Fédération mycologique Dauphiné-Savoie, Marlioz 1996
- A. Bidaud, P. Moënne-Loccoz, P. Reumaux, avec la collaboration de X. Carteret, G. Eyssartier et R. Henry: „Atlas des cortinaires”, partea X, Editura Fédération mycologique Dauphiné-Savoie, Marlioz 2000
- A. Bidaud, P. Moënne-Loccoz, P. Reumaux, avec la collaboration de R. Henry: „Atlas des cortinaires”, partea IX, Editura Fédération mycologique Dauphiné-Savoie, Marlioz 1999

Sub pseudonimul Guy-Victor Behlan a publicat mai multe cărți cu poeme:
- „Onde et reflets , premières poésies”, Editura Les Éditions du Lion, Ivry-sur-Seine 1969
- „Pétales de rose”, Editura Éditions de la Revue moderne, Paris 1971
- „Ciel d'azur”, Editura impr. Miclo, Vidauban 1973
- „Reflets du passé” Editura la Pensée universelle, Paris 1982, ISBN 978-2-214-04895-5